# Uvaria hamiltonii
Uvaria hamiltonii este o specie de plante angiosperme din genul Uvaria, familia Annonaceae, descrisă de Joseph Dalton Hooker și Thomas Thomson. Conține o singură subspecie: U. h. fauveliana.